# 農村振興庁
農村振興庁（のうそんしんこうちょう、Rural Development Administration）は、大韓民国における農林水産食品部傘下の国家行政機関。

## 沿革
- 1947年12月15日 - 農事改良院が発足。
- 1949年1月6日 - 中央農業技術院が発足。農事改良院廃止。
- 1952年5月10日 - 中央畜産技術院が発足。
- 1953年5月20日 - 中央園芸技術院が発足。
- 1957年5月28日 - 農事院が発足。中央畜産技術院、中央園芸技術院はその所属機関に改編となり、中央農業技術院は廃止される。
- 1962年4月1日 - 農事院と内局の地域社会局が統合し、農林部の外庁・農村振興庁が発足。

## 役割
農村振興に関する実験・研究・啓蒙・技術普及等の業務を担当する。

## 組織

### 幹部
- 庁長
  - 代弁人
- 次長
  - 企画調整官
  - 監査担当官
  - 顧客支援センター長

### 下部組織
- 運営支援課
- 研究政策局
- 農村支援局
- 技術協力局

### 所属機関
| - 国立農業科学院 - 国立食糧科学院 - 春川出張所 - 鉄原出張所 - 盈徳出張所 - 尚州出張所 | - 国立園芸特作科学院 - 施設園芸試験場 - 林檎試験場 - 梨試験場 - 柑橘類試験場 - 南海出張所 - 木浦出張所 | - 国立畜産科学院 - 韓牛試験場 - 家畜遺伝資源試験場 - 済州出張所 |